# ورزشگاه شهید رجائی
ورزشگاه شهید رجائی ورزشگاهی چند منظوره در شهر قزوین در کشور ایران است. باشگاه فوتبال پیکان زمانی که در قزوین بازی می‌کرد بازی‌های خانگی خود را لیگ برتر فوتبال ایران در این ورزشگاه انجام می‌دهد. ورزشگاه شهید رجایی در حال حاضر میزبان تمرینات شمس آذر است.